# Trumsel
Trumsel – prostokątny żagiel rejowy zajmujący szóste lub siódme piętro żagli w ożaglowaniu rejowym żaglowców. W zależności od masztu, trumsel może nazywać się: foktrumsel, grottrumsel lub stertrumsel.
Trumsle spotykane są stosunkowo rzadko, gdyż rzadko zdarzają się żaglowce z tak dużą ilością pięter żagli. Z polskich jednostek trumsle nosi jedynie bryg STS Fryderyk Chopin (na obu masztach).